# Синдар
Си́ндар (кв. Sindar, т. е. «Серый народ»; ед. ч. Си́нда) или Э́глат (синд. Eglath, т. е.«Оставленные») — в легендариуме Джона Р. Р. Толкина часть эльфийского клана тэлери народа Эльдар, оставшаяся в Белерианде вместе со своим вождём Эльвэ после того, как кланы ваниар и нолдор были перевезены в Аман. Когда же Тингол очнулся от забытья, вызванного его встречей с майа Мелиан, которая стала его супругой и королевой, его народ стал жить в лесном королевстве Дориат, при этом власть Тингола распространялась на весь Белерианд.

## Литературная история

### Первая эпоха

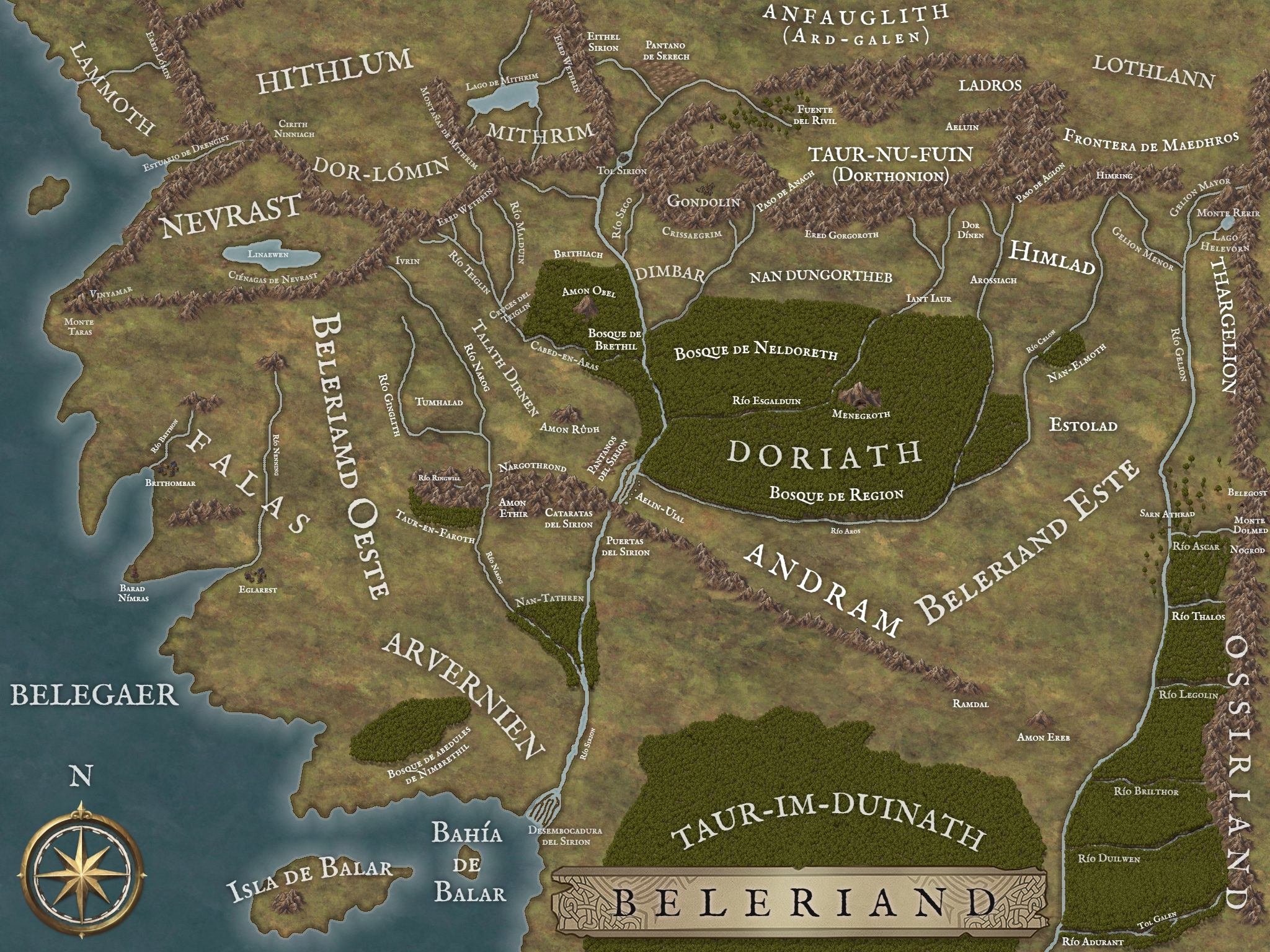
Карта Белерианда

Первоначально к синдар относили спутников Тингола и фалатрим, которых Оссэ убедил остаться в Средиземье; позднее к синдар стали причислять лаиквенди и нандор. Правили синдар Кирдан Корабел, Тингол и его супруга Мелиан. Многие из них обитали в Митриме и в Фаласе, а сердцем державы синдар в Белерианде было королевство Дориат.
В конце Первой эпохи многие из синдар уплыли за Море; те же, кто задержался, обитали в Линдоне и в лесах к востоку от Мглистых гор. Говорили синдар на синдарине; они изобрели рунический алфавит, известный как Кирт. Менее сведущие в тайных знаниях, нежели калаквэнди, менее искусные в мастерстве, нежели нолдор, синдар были более искусны в музыке и пении. 

### Вторая эпоха
В начале Второй эпохи и после Войны Гнева некоторые Синдар отправились в Средиземье, в том числе Орофер вместе со своим сыном Трандуилом отправились в Зеленолесье и стали королями, а также Амдир, Келеборн и Галадриэль отправились в лес Лоринанд. В  Средиземье осталось мало синдар после Войны Гнева. Также эльфы синдар правили авари и нандор. В войне Последнего союза эльфов и людей короли синдар отправились в Мордор, но, при этом, они не послушались Гил-Галада и под предводительством Амдира и Орофера пошли через Мёртвые топи. Затем они сразились против армии Саурона, победили, но понесли большие потери, их короли пали, а трон над синдар были переданы сыновьям бывших королей. Синдар не пошли вглубь Мордора, а отправились домой. Многие синдар уплыли на запад после нападения Саурона.

### Третья эпоха
В Третьей эпохе у синдар были такие королевства как Лихолесье, Лориэн и Имладрис. Также король синдар Трандуил и его войско участвовало в битве пяти Воинств. Во время войны кольца именно синдар уничтожили орков Дол-Гулдура в Битве под Деревьями, а затем добрались до самой крепости и захватили её штурмом.
Синдар-фалатрим участвовали в Ангмарской войне в союзе с людьми Гондора. Они практически уничтожили войско Короля-Чародея в Битве при Форносте, после чего сам Король-Чародей бежал с поля битвы.
В Третью эпоху синдар продолжали уплывать в Валинор.

### Четвёртая эпоха
В начале Четвертой эпохи многие синдар уплыли в Валинор. Многие эльфийские территории остались покинуты и заброшены.
Впоследствии синдар стали считать «полноправными» эльдар. Их называли также Серыми и Сумеречными эльфами.